# Teatro Goldoni

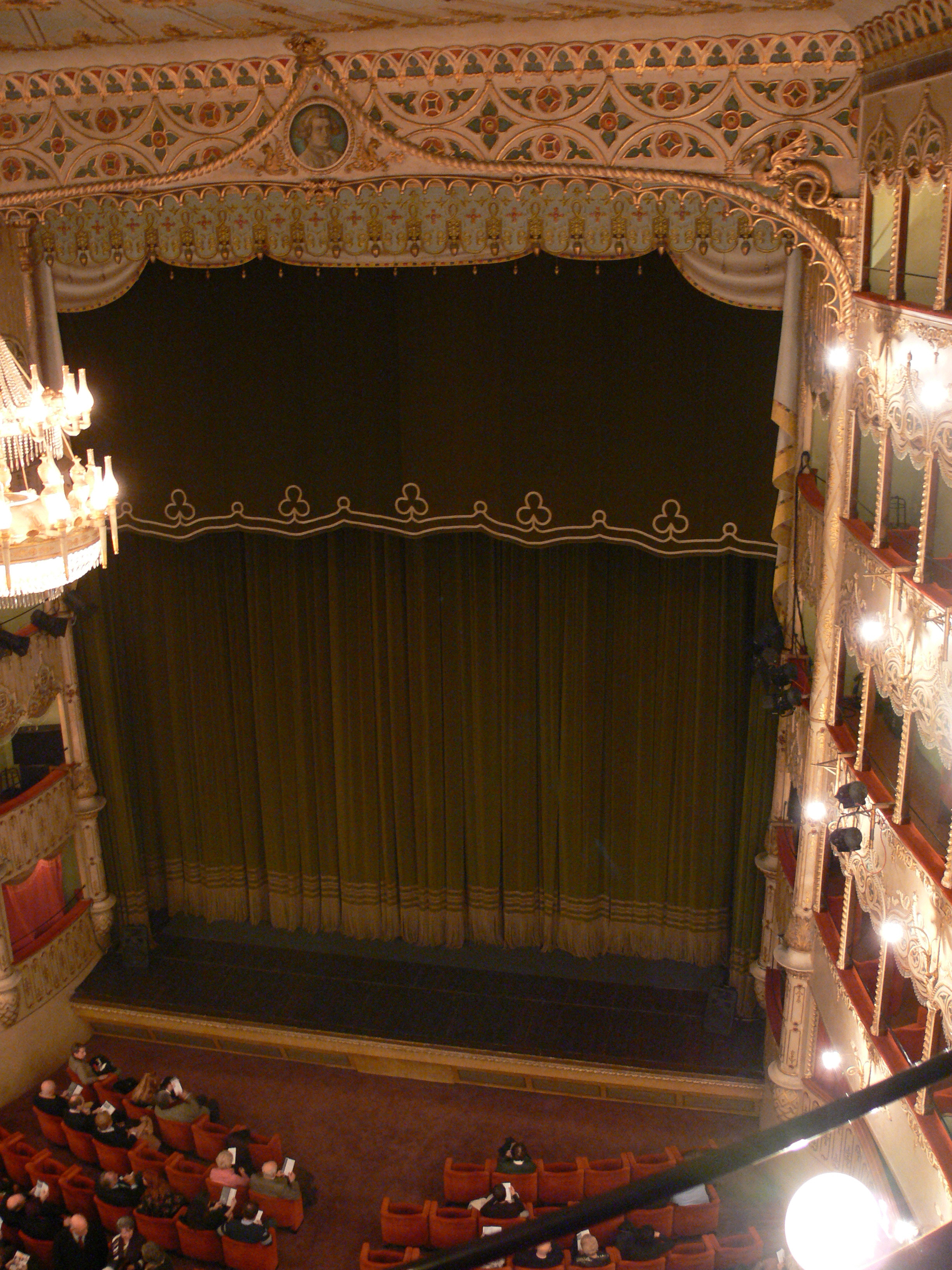
Teatro Goldoni, Innenraum

Das Teatro Goldoni ist ein Theater in Venedig, das 1622 als Teatro Vendramin von der Familie Vendramin mit einer Komödie von Antonio Chioffo eröffnet wurde. Es wurde auch Teatro San Salvador (oder Teatro San Salvatore), Teatro San Luca oder Teatro Apollo genannt. 

## Geschichte
Das Teatro Goldoni ist das älteste noch existierende Theater in Venedig und das viertälteste, das in der Stadt bestand. Es liegt wenige hundert Meter von der Rialtobrücke in Richtung Campo San Salvador (mit der gleichnamigen Kirche) im Distrikt San Marco.
Nach Bränden 1652 und 1684 wurde das Theater jeweils neu aufgebaut. 1720 wurde es nach einem weiteren Brand als Teatro San Luca wiedereröffnet. Dort wurde viel Sprechtheater gespielt, insbesondere seitdem Carlo Goldoni 1752 die Leitung übernommen hatte. Nach verschiedenen Renovierungen – unter anderem als Folge von Bränden (1818, 1826, 1833) – nannte es sich in der ersten Hälfte des 19. Jahrhunderts Teatro Apollo. 1875 wurde es nach Carlo Goldoni benannt. 1882 übernahm der Anwalt Antonio Marigonda das Theater und baute es 1909 um. Anfang des 20. Jahrhunderts trat Eleonora Duse hier auf. Nach dem Zweiten Weltkrieg folgte ein Niedergang; das Theater wurde wegen Baufälligkeit geschlossen und 1957 enteignet. 1979 wurde es mit einem Stück von Goldoni neu eröffnet (Opern, Ballette, Konzerte, Theaterstücke, Kindertheater). Es hat rund 800 Sitzplätze. Dort finden Aufführungen des Teatro Stabile del Veneto „Carlo Goldoni“ statt.
Mehrere Opern von Gaetano Donizetti wurden hier uraufgeführt (Enrico di Borgogna am 14. November 1818, Una follia am 17. Dezember 1818, Pia de’ Tolomei 1837).
Eine Tafel im Theater erinnert daran, dass am 12. März 1945 Mitglieder einer Widerstandsgruppe während einer Aufführung in Anwesenheit deutschen Militärs die Bühne stürmten, ein Manifest verlasen und Flugblätter verteilten, bevor sie verschwanden.